# Haucourt (Seine-Maritime)
Haucourt település Franciaországban, Seine-Maritime megyében. Lakosainak száma 192 fő (2022. január 1.). Haucourt Criquiers, Gaillefontaine, Grumesnil és Formerie községekkel határos.

## Népesség
A település népességének változása:
| Lakosok száma | 246  | 229  | 222  | 207  | 200  | 193  | 187  | 189  | 192  |
|               | 2013 | 2015 | 2016 | 2017 | 2018 | 2019 | 2020 | 2021 | 2022 |